# ETOPS
ETOPS står för "Extended-range Twin-engine Operational Performance Standards", vilket fritt översatt betyder "Förlängd sträcka tvåmotoriga flygplan får flyga", vilket gör att tvåmotoriga passagerarflyg inte får flyga alltför långa sträckor utan att ha en reservflygplats i närheten om de skulle få motorproblem. Detta gör att till exempel Boeing 777 inte kan flyga raka vägen ifrån Perth, Australien till Johannesburg Sydafrika; idag flygs enbart 4-motoriga jetflygplan på den rutten.
ETOPS kommer eventuellt bli ersatt av ett nyare system kallat LROPS (Long Range Operational Performance Standards), som kommer omfatta alla civila flygplan, inte bara de med två motorer.
ETOPS har olika kategorier som beror bland annat på hur väl ett flygbolags motorer har fungerat, många timmar utan problem ger högre ETOPS.

## Historik
Den första atlantöverflygningen utan mellanlandningar utfördes av piloterna Alcock och Brown med en tvåmotorig Vickers Vimy år 1919. Det tog 16 timmar. På grund av kolvmotorernas otillförlitlighet på den tiden ansågs flygningar över långa sträckor med två motorer riskabla. Ett av kolvmotorernas flaggskepp, fyrmotoriga Lockheed Constellation, ansågs så opålitligt att det skämtsamt kallades "det pålitligaste tremotoriga flygplanet hittills". Med kolvmotorer var det vanligtvis ett måste att ha fyra stycken för att flyga långa sträckor över grov terräng eller hav. Det var inte ovanligt att flygplanen anlände till sina destinationer med tre motorer igång och en avstängd, och detta gällde de flesta fyrmotoriga kolvmotorflygplanen på den tiden, inte bara Constellation.
Efter att ha insett kolvmotorernas begränsningar introducerade FAA "60-minutersregeln" för tvåmotoriga flygplan år 1953. Denna regeln betydde att färdvägen för denna typen av flygplan inte fick vara längre än 60 minuters flygtid från en lämplig landningsflygplats. På vissa rutter tvingade detta de här flygplanen att flyga med extra många kurvor, och de uteslöts helt från vissa rutter på grund av brist på flygplatser längs vägen.

## Tidiga erfarenheter medjetmotorer

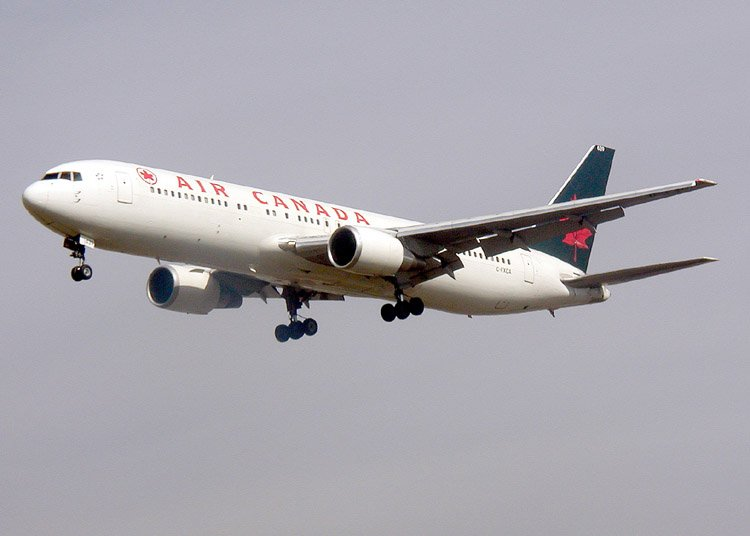
Boeing 767, en av pionjärerna inom ETOPS.

Jetmotorer som Pratt & Whitney JT8D-serien bevisade på 1950- och 60-talet att de hade mycket högre dragkraft och pålitlighet än de kolvmotorerna som fanns tillgängliga. De drev då den tvåmotoriga Boeing 737 och tremotoriga Boeing 727. Tack vare deras meriter togs "60-minutersregeln" bort för tremotoriga flygplan år 1964. Det banade väg för utvecklingen av tremotoriga flygplan som både var större och kunde flyga längre, så som Douglas DC-10 och Lockheed Tristar. Då var det bara tvåmotoriga jetflygplan som begränsades av "60-minutersregeln".
Utanför USA följde andra länder ICAO:s bestämmelser som tillät 90 minuters flygtid till närmaste flygplats som var lämplig. Detta utnyttjade Airbus då de lanserade världens första tvåmotoriga, Airbus A300 år 1974. Det var ungefär tre fjärdedelar så stort som DC-10 och Tristar och eftersom det kunde transportera ungefär samma mängd gods lika långt som de tremotoriga planen var de billigare att flyga med.
Som följd blev tvåmotoriga flygplan som Airbus A300, Boeing 737 och 767 väldigt populära bland flygbolagen som alternativ till tre- och fyrmotoriga flygplan.

## Tidiga erfarenheter med ETOPS
Alla utvecklingarna i flygtekniken ledde till att FAA och ICAO insåg att det var säkert för ett korrekt designat tvåmotorigt trafikflygplan att utföra interkontinentala och transoceaniska flygningar. Därav utkom ETOPS-reglerna.
FAA var först att godkänna ETOPS-riktlinjerna, och det gjorde de 1985. Riktlinjerna innehöll krav som var tvungna att uppfyllas för att få tillstånd att flyga med upp till 120 minuters flygtid till närmaste flygplats. Idag formar ETOPS merparten av de transoceaniska flygningarna.
Den första ETOPS-klassificeringen gavs till TWA i maj 1985 av FAA. Den tillät TWA att flyga med Boeing 767 mellan St. Louis och Frankfurt med upp till 90 minuters flygtid till närmaste flygplats. Detta utökades senare till 120 minuter till följd av en federal utvärdering av flygbolagets procedurer.

## Utvidgningar av ETOPS
År 1988 ändrade FAA ETOPS-reglerna för att tillåta förlängningen till 180 minuters flygtid till närmaste flygplats under förutsättning att flygbolaget genomgår noggranna kvalifikationer. Detta gjorde 95 procent av jordens yta tillgänglig för ETOPS-flygningar. Den första flygningen av denna typen genomfördes 1989. Dessa reglerna blev så småningom antagna av JAA, ICAO och andra tillsynsmyndigheter över hela världen.
På detta sätt blev Boeing 737, 757 och 767-serierna, Airbus A300, A310, A320 och 330-serierna godkända för ETOPS-flygningar. Framgångarna för ETOPS-flygplan som 767 och 777 gjorde på sätt och vis interkontinentala tre- och fyrmotoriga trafikflygplan obsoleta. Slutligen ledde detta till att Boeing tvingades lägga ned MD-11-programmet ett par år efter att McDonnell Douglas övertagits. Boeing tvingades även minska sin egen produktion av Boeing 747.
De nordatlantiska flygrutterna är de mest använda oceaniska rutterna i världen. De flesta omfattas av ETOPS 120-minutersregler, vilket minskar nödvändigheten av 180-minutersregler. Dock är många av nödlandningsflygplatserna i Nordatlanten, särskilt de på Island och på Grönland, ofta utsatta för dåliga väderförhållanden vilket gör dem oanvändbara vid behov. Eftersom 180-minutersreglerna är den övre gränsen, har JAA gett 15 procents utökning till 120-minutersreglerna för att ta itu med sådana händelser som väderförändringar. Den regeln kallas ETOPS 138-minutersregeln, och den ger möjlighet att utföra flygningar med sådana flygplatser stängda.

## Tidigt ETOPS

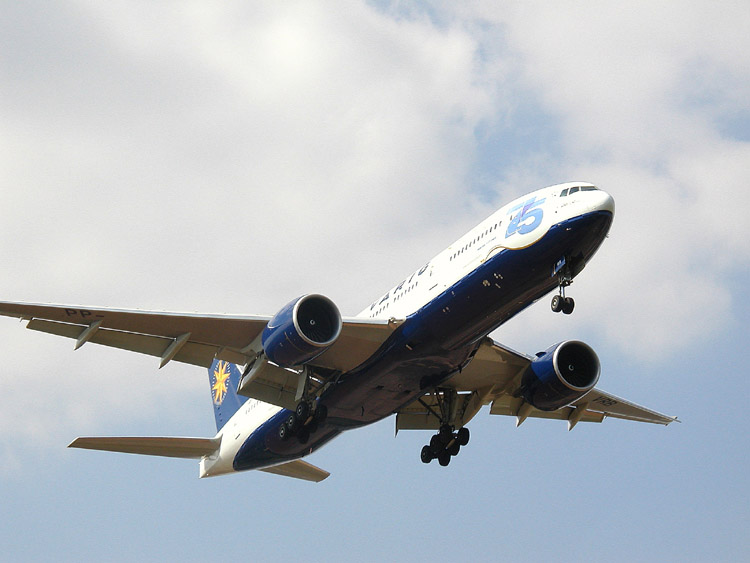
Boeing 777-200ER.

Bestämmelserna tillåter ett trafikflygplan att ha ETOPS-120 klassificering när det påbörjar sin tjänst, alltså direkt efter tillverkningen. ETOPS-180 kan endast utfärdas efter ett års problemfria ETOPS-120 flygningar. Boeing har övertygade FAA att de kan leverera ett trafikflygplan med ETOPS-180 vid inträde i tjänst. Denna processen kallas Early ETOPS (tidigt ETOPS). Boeing 777 var det första flygplanet som fick en ETOPS-180 klassificering när det var färdigtillverkat.
Däremot har JAA inte hållit med FAA och de klassificerar Boeing 777 som ETOPS-120 när det är färdigtillverkat. Europeiska flygbolag som använder 777 måste bevisa ett års problemfritt användning med ETOPS-120 innan man kan få ETOPS-180 för 777:an.

## Uteslutningar
Privata jetflygplan är uteslutna från ETOPS av FAA, men lyder under ETOPS 120-minutersregel i JAA's jurisdiktion. Flera kommersiella flygbolag kan fortfarande inte flyga med tvåmotoriga plan på vissa rutter på grund av ETOPS-bestämmelserna. Det är rutter som korsar södra Stilla Havet (till exempel Auckland - Santiago de Chile), södra Indiska Oceanen (till exempel Perth - Johannesburg) och även Antarktis.

## Bortom ETOPS-180
I februari 2007 beslutade FAA att tvåmotoriga flygplan registrerade i USA får flyga i merparten av världen förutom södra polarregionen, en liten del av södra Stilla Havet och det norra polarområdet under vissa vintervädersförhållanden om antalet motorstopp under flygning är under 1 per 100 000 timmar motorerna varit igång. Den här begränsningen är strängare än ETOPS-180, som kräver att antalet motorstopp under flygning är under 2 per 100 000 timmar motorerna varit igång.
Flygplanen som uppfyller kraven måste ha lämpliga brandsläckningssystem och tillräckligt med syre för besättning och passagerare om kabintrycket sjunker. De måste även ha automatiska defibrillatorer.